# Pothenots problem
Potenots problem är ett av Willebrord Snell i Eratosthenes Bavatus (1617) uppställt och löst trigonometriskt problem att bestämma läget av en punkt P på jordytan, för vilken man uppmätt vinklarna mellan syftlinjerna PA, PB och PC till tre kända fixpunkter A, B och C.
Problemet är obestämt om A, B, C och P ligger på en cirkel. Snells lösning glömdes bort och återupptäcktes 1730 av Laurent Pothenot.